# دانيال شارل ألفرد
دانيال شارل ألفرد (بالفرنسية: Daniel Charles-Alfred)‏ (9 مايو 1934 - 17 سبتمبر 2020)، هو لاعب كرة قدم فرنسي من مارتينيك. لعب كمدافع خلال الخمسينيات والستينيات من القرن العشرين. ظهر على غلاف مجلة France Football عام 1963.

## الجوائز
- اختيار المنتخب الفرنسي عام 1964 [2]
- وصل إلى النهائي في 1960–61 Coupe de France مع Nîmes Olympique